# Esteban de Palma
José Esteban de Palma, född 18 januari 1967, är en argentinsk före detta volleybollspelare.
Palma blev olympisk bronsmedaljör i volleyboll vid sommarspelen 1988 i Seoul.